# Лучка (округ Левоча)
Лучка (словац. Lúčka) — село в Словаччині, Левоцькому окрузі Пряшівського краю. Розташоване на півночі східної Словаччини на південних схилах Левоцьких гір в долині Лучанського потока.
Уперше згадується у 1273 році.
У селі є римо-католицький костел з 1837 року в стилі класицизму.

## Населення
| Рік:            | 1994. | 2004.    | 2014.   | 2024. |
| --------------- | ----- | -------- | ------- | ----- |
| Кількість осіб: | 118   | 136      | 125     | 115   |
| Різниця:        |       | +15,25 % | -8,08 % | -8 %  |

| Рік:            | 2023. | 2024.   |
| --------------- | ----- | ------- |
| Кількість осіб: | 115   | 115     |
| Різниця:        |       | +1,42 % |

У селі проживає 126 осіб.
Національний склад населення (за даними останнього перепису населення — 2001 року):
- словаки — 99,29 %,
- чехи — 0,71 %.

Склад населення за приналежністю до релігії станом на 2001 рік:
- римо-католики — 98,57 %,
- не вважають себе вірянами або не належать до жодної вищезгаданої конфесії — 1,43 %.